# Clarence Acuña
Clarence William Acuña Donoso (Rancagua, 8 febbraio 1975) è un ex calciatore cileno, di ruolo centrocampista.

## Carriera

### Club
Dopo aver debuttato con il Club Deportivo O'Higgins nel 1994 passò nel 1997 all'Universidad de Chile, dove vinse due campionati, nel 1999 e nel 2000 e la Copa Chile del 2000. Fu quindi acquistato dal Newcastle Utd e quindi dal Rosario Central ma un infortunio lo tenne inattivo per un anno e mezzo, per cui tornò in Cile, al Palestino S.A. e successivamente all'Unión Española, per disputare la Coppa Libertadores nel 2007, nel Deportes Concepción, e nel 2008, ritorna al Unión Española.
Nel 2010 ha giocato nel Club de Deportes La Serena con alcuni reduci dei Mondiali del 1998, tra cui Francisco Rojas, Manuel Neira e Cristián Castañeda, in quel momento collaboratore tecnico di Víctor Hugo Castañeda, che in quei Mondiali fu assistente di Nelson Acosta.

### Nazionale
Ha giocato tutte le partite del Campionato mondiale di calcio 1998 tenutosi in Francia con la Nazionale cilena senza segnare e le Coppa América del 1995, 1997, 1999 e 2004.

## Palmarès

### Club

#### Competizioni nazionali
- Campionato cileno: 2

Universidad de Chile: 1999, 2000